# Zickzack-Stuhl

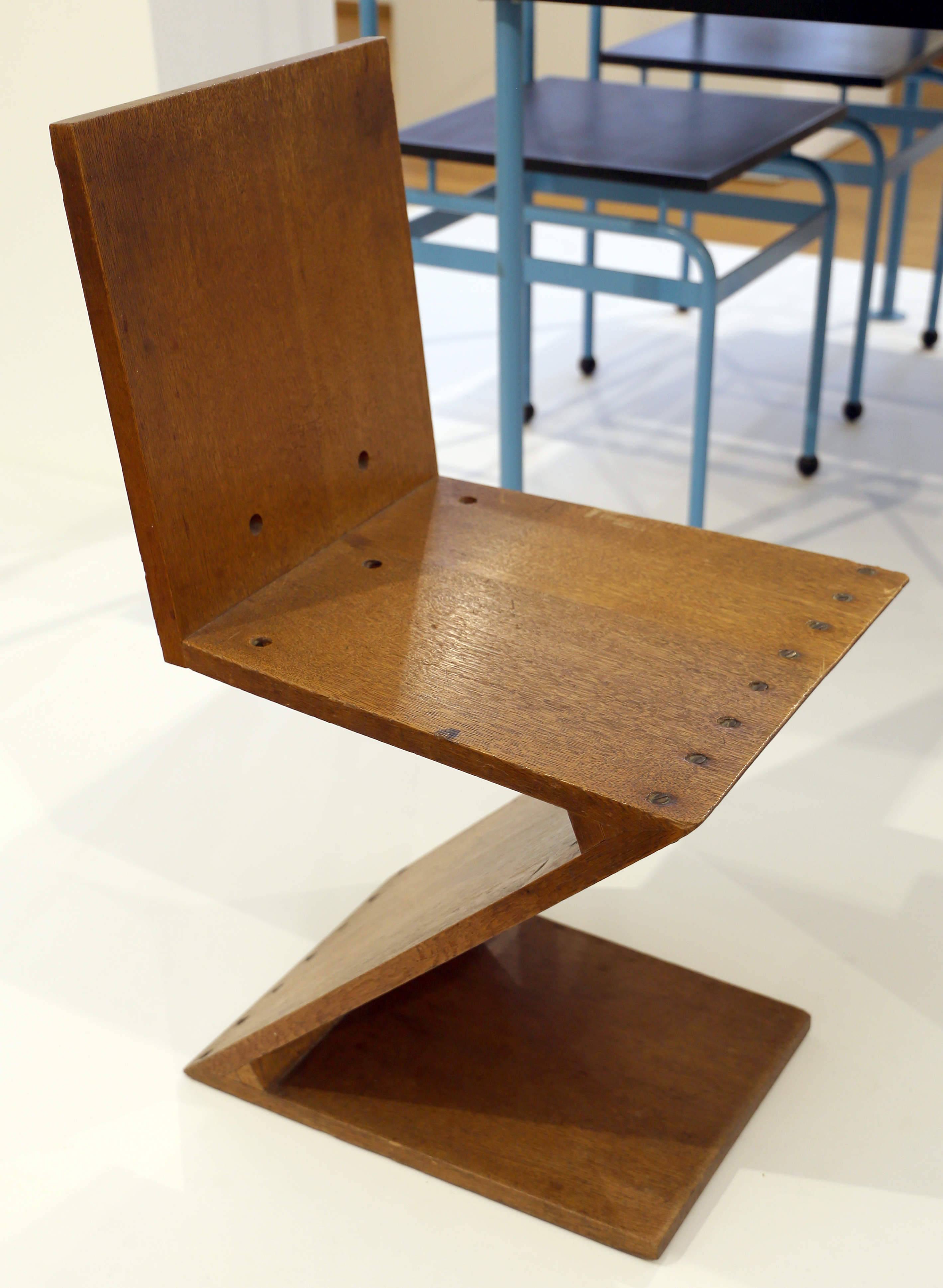
Zickzack-Stuhl

Der Zickzack-Stuhl (niederländisch Zigzagstoel) wurde 1932 vom niederländischen Designer Gerrit Thomas Rietveld entworfen. 
Der Zickzack-Stuhl hat einen Hochsitz ohne Armlehnen und ist ursprünglich aus massiven Kirschbaumholzplatten von 18 mm Dicke mit Schwalbenschwanzverbindung verklebt aufgebaut. Der Stuhl hat eine Sitzhöhe von 43 Zentimetern. Er wurde ab 1934 bis 1970 von der niederländischen Möbelfabrik G. A. Van de Groenekan in Amsterdam hergestellt. Seit 1971 hat der italienische Möbelhersteller Cassina S.p.A. eine Fertigungslizenz. Cassina fertigt den Stuhl in Kirschbaum natur poliert, in natürlichem Eschenholz oder Eschenholz gebeizt blau, rot, gelb, weiß, schwarz, mit Randeinfassung in natur Eschenholz.
Ein Modell des Zickzack-Stuhls befindet sich seit 1966 im New Yorker Museum of Modern Art (MOMA) und im deutschen Vitra Design Museum.